# Фирсов, Василий Никифорович
Василий Никифорович Фирсов (1903, Балашов, Саратовская губерния, Российская империя — ?) — советский хозяйственный, государственный и партийный деятель.

## Биография
Родился в 1903 году в Саратовской губернии. Член ВКП(б) с 1925 года.

### Образование
С 1931 по 1932 учился в Тамбовском строительном техникуме.
В 1950 окончил Пятигорский государственный педагогический институт.
С 1957 по 1958 являлся слушателем Курсов переподготовки при ЦК КПСС.

### Трудовая деятельность
С 1914 года — на хозяйственной, общественной и политической работе. В 1914—1956 годах — на рабочих должностях в Балашове, в колхозном строительстве в Саратовской области, директор совхоза «Александровский» Ново-Покровского района Саратовской области, заместитель директора Саратовского областного треста совхозов, заведующий сектором и совхозным отделом Саратовского обкома ВКП(б), первый секретарь Балаковского райкома ВКП(б) Саратовской области, Суворовского райкома ВКП(б) Ставропольского края, первый секретарь Пятигорского горкома ВКП(б) (1948—1950), секретарь Ставропольского крайкома ВКП(б), первый секретарь Черкесского обкома КПСС.
Избирался депутатом Верховного Совета СССР 4-го созыва.